# Conophorus rufulus
Conophorus rufulus är en tvåvingeart som först beskrevs av Osten Sacken 1877.  Conophorus rufulus ingår i släktet Conophorus och familjen svävflugor. Inga underarter finns listade i Catalogue of Life.